# Гогуадзе, Альберт Иосифович
Альберт Иосифович Гогуадзе (род. 17 сентября 1935, Батуми) — российский художник-нонконформист.

## Биография
В 1954—1960-х годах учился в Тбилисской Академии художеств на факультете графики у Василия Шухаева, Серго Кобуладзе, Иосиф Шарлемана, Ладо Григории. После окончания учёбы много путешествует по стране, с 1963 года живёт и работает в Москве в манере «пэри-пэртан»(«цвет к цвету»).
Представитель нонконформистского движения, участник квартирных выставок, выставок неофициального искусства, в том числе — на территории ВДНХ в павильоне «Дом культуры», на Малой Грузинской, а также различных выставок в России и за рубежом.

## Семья
Жена — актриса кино и театра Светлана Старикова (род. 1944), известная в СССР по ролям в фильмах «Время, вперёд!», «Мне двадцать лет»,  «Цветик-семицветик», «Золотой телёнок», «Джентльмены удачи», «Жил отважный капитан» и др. Двое детей.

## Работы находятся
- в собрании ГМИИ им. А. С. Пушкина, Москва
- в собрании ГЦМСИР, Москва
- в собрании Исторического музея, Констанц, Германия
- в собрании Дойчбанк, Германия
- в частных коллекциях